# Kurt Flückiger
Kurt Flückiger (* im 20. Jahrhundert) ist ein Schweizer Jurist und Redakteur.
Flückiger promovierte 1938 an der Universität Bern mit einer Arbeit über die zivilrechtliche Haftung des verantwortlichen Redaktors nach schweizerischem Recht. Um 1960 war er mehrere Jahre lang Chefredaktor der illustrierten Publikumszeitschrift Sie und Er.